# Parafia św. Michała Archanioła w Polkowicach
Parafia pw. św. Michała Archanioła w Polkowicach – parafia rzymskokatolicka w dekanacie polkowickim w diecezji legnickiej. Jej proboszczem jest ks. Jarosław Święcicki. Obsługiwana przez księży diecezjalnych. 
Erygowana w 1301. Jest najstarszą parafią w mieście. Mieści się przy Placu Kościelnym. Znajdują się w niej dwa kościoły: św. Michała i św. Barbary. Obejmuje osiedla: Centrum, Sienkiewicza oraz Polkowice Dolne, a także ulicę Miedzianą na Osiedlu Krupińskiego.